# Montanel
Montanel est une ancienne commune française du département de la Manche et de la région Normandie, peuplée de 336 habitants, devenue le 1er janvier 2017 une commune déléguée au sein de la commune nouvelle de Saint-James.

## Géographie
Située en Basse-Normandie et limitrophe de la Bretagne, la commune est aux confins de l'Avranchin, du Coglais et du pays de Dol. Son bourg est à 7,5 km au nord-est d'Antrain, à 9,5 km à l'ouest de Saint-James, à 10 km au sud-est de Pontorson et à 13 km au nord de Saint-Brice-en-Coglès.
| Vessey                                  | Vessey                                  | Argouges                           |
| Sacey                                   | Montanel                                | Argouges                           |
| Saint-Ouen-la-Rouërie (Ille-et-Vilaine) | Saint-Ouen-la-Rouërie (Ille-et-Vilaine) | Argouges, Coglès (Ille-et-Vilaine) |

## Toponymie
Le nom de la localité est attesté sous les formes capella Osmundi Asnel en 1094 et en 1134, Osmundi Aselli en 1160, Montasnel en 1398.
Montanel tire son nom de son emplacement sur une pente qui va s'élevant du Pont Chennevel jusqu'au Mée en passant par la chénotière.
Le toponyme Montanel semble être issu d'un personnage attesté au XIe siècle, Osmont Asnel.
La disparition du s au XIIe siècle, d'où Omont Anel, a pu favoriser la transformation en Au mont Anel, puis Mont Anel.
Le gentilé est Montanellais.

## Histoire

### Le drame de 1943
Le dimanche 28 février 1943, un Stirling I R9349 WP-'U' de la RAF revenant d'une opération sur Saint-Nazaire, touché à 22 h 0 au-dessus de Rennes par la défense antiaérienne allemande, s'est écrasé à Montanel, à la Réboudinière, chez M. Jean-Marie Martin et son épouse ; selon des sources britanniques, peu fiables, dans un champ du Clos sous Bois, situé à Carnet, à un kilomètre de Saint-James ; une autre source, française, mentionne le champ de M. Louis Bossard, décédé à Sacey. Des sept occupants, deux sergents britanniques de la RAF, J. McGhie et K H. Jackson ont réussi à sauter en parachute sur une zone où ils croyaient pouvoir être secourus par la Résistance locale. Remis par des habitants aux gendarmes, ils sont livrés aux autorités allemandes qui les font prisonniers. Leurs cinq compagnons, quatre Anglais et un Néo-Zélandais, n'ont pas survécu. Le commandant allemand Arthur von Pasquali Farawall, chef du district (Kreiskommandant) d'Avranches, a donné l'ordre de leur rendre les honneurs militaires et de les faire enterrer au cimetière d'Avranches, le 2 mars 1943 où leurs tombes ont été fleuries, malgré l'interdiction, pendant toute l'Occupation.

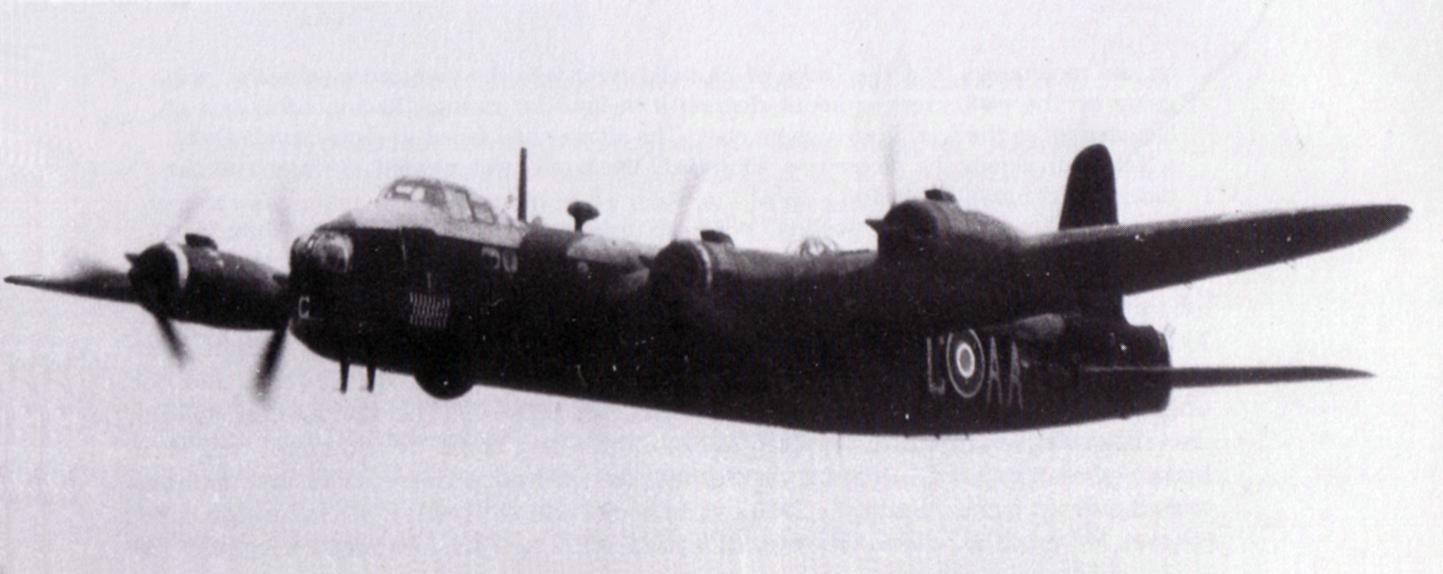
Stirling : le premier bombardier quadrimoteur de la RAF, entré en service en août 1940, affecté à partir de 1942 aux bombardements de nuit.

Les aviateurs qui appartenaient au 90e Escadron du 3e Groupe de bombardiers de la RAF ; le Néo-Zélandais venait de la Royal New Zealand Air Force, étaient :
- Robert George Frederick Bryant, sergent, matricule 1334545, navigateur-bombardier ; Leonard Joseph Humphrey, vingt-six ans, sergent, matricule 1395877, mitrailleur, fils de Joseph Victor et d'Emily Humphrey, époux de Joan Dora Humphrey, habitant Erith dans le Kent[17] ;
- Edward (Teddy) Lear, vingt-deux ans, officier navigateur, matricule 126018, fils de Thomas et Beatrice Lear, époux de Lillian Margaret Lear, habitant Stockwell à Londres[17] ;
- Ronald Vivian Steven Rooke, vingt-deux ans, sergent, matricule 1376950, opérateur-radio/mitrailleur, fils de Claude Stephen et Grace Lillian Rooke, habitant Hammersmith à Londres[17] ;
- Vernon Enright Spain, vingt-neuf ans, officier pilote, matricule 413499, fils de William Henry et de Margaret Mary Spain, époux d'Olga M.-C. Spain, habitant Dunedin, Otago, Nouvelle-Zélande[18],[17].

## Politique et administration

### Liste des maires
| Période                                  | Période           | Identité            | Étiquette | Qualité                          |
| ---------------------------------------- | ----------------- | ------------------- | --------- | -------------------------------- |
| Les données manquantes sont à compléter. |                   |                     |           |                                  |
| 1848                                     | 1852              | Pierre Dore         |           |                                  |
| 1852                                     | 1855              | Louis Jouanne       |           |                                  |
| 1855                                     | août 1892 (décès) | Guillaume Costentin |           |                                  |
| 1892                                     | 1895              | Louis Jouanne       |           |                                  |
| 1895                                     | 1906              | Pierre Sauvaget     |           |                                  |
| 1906                                     | 1924              | Jean Petitpas       |           |                                  |
| 1924                                     | 1933              | Joseph Quinton      |           |                                  |
| 1933                                     | 1939              | Eugène Sauvaget     |           |                                  |
| 1939                                     | 1945              | Jean Petitpas       |           | Adjoint faisant fonction         |
| 1945                                     | mai 1953          | Jean Petitpas       |           |                                  |
| mai 1953                                 | mars 1983         | Auguste Billois     |           |                                  |
| mars 1983                                | juin 1995         | Jean Guillou        |           |                                  |
| juin 1995                                | 1996              | Joseph Janvier      |           | Agriculteur                      |
| 1996                                     | mars 2001         | Claude Bailleul     |           | Retraité, ancien premier adjoint |
| mars 2001                                | décembre 2016     | Brigitte Chrétien   | SE        | Enseignante                      |

Le conseil municipal était composé de onze membres dont le maire et deux adjoints.

### Liste des maires délégués
| Période      | Période  | Identité          | Étiquette | Qualité                      |
| ------------ | -------- | ----------------- | --------- | ---------------------------- |
| janvier 2017 | mai 2020 | Brigitte Chrétien | SE        | Enseignante, maire honoraire |
| mai 2020     | En cours | Chantal Turquetil | SE        | Aide-soignante               |

## Population et société

### Démographie
L'évolution du nombre d'habitants est connue à travers les recensements de la population effectués dans la commune depuis 1793. À partir du 1er janvier 2009, les populations légales des communes sont publiées annuellement dans le cadre d'un recensement qui repose désormais sur une collecte d'information annuelle, concernant successivement tous les territoires communaux au cours d'une période de cinq ans. 
Pour les communes de moins de 10 000 habitants, une enquête de recensement portant sur toute la population est réalisée tous les cinq ans, les populations légales des années intermédiaires étant quant à elles estimées par interpolation ou extrapolation. Pour la commune, le premier recensement exhaustif entrant dans le cadre du nouveau dispositif a été réalisé en 2008,.
En 2021, la commune comptait 336 habitants, en évolution de −10,88 % par rapport à 2015 (Manche : +0,44 %, France hors Mayotte : +2,49 %).
Montanel a compté jusqu'à 1 162 habitants en 1831.
| 1793 | 1800 | 1806 | 1821 | 1831  | 1836  | 1841  | 1846  | 1851  |
| ---- | ---- | ---- | ---- | ----- | ----- | ----- | ----- | ----- |
| 721  | 825  | 942  | 974  | 1 162 | 1 076 | 1 112 | 1 125 | 1 102 |

| 1856  | 1861  | 1866  | 1872  | 1876  | 1881 | 1886 | 1891 | 1896 |
| ----- | ----- | ----- | ----- | ----- | ---- | ---- | ---- | ---- |
| 1 120 | 1 111 | 1 033 | 1 053 | 1 003 | 905  | 870  | 838  | 809  |

| 1901 | 1906 | 1911 | 1921 | 1926 | 1931 | 1936 | 1946 | 1954 |
| ---- | ---- | ---- | ---- | ---- | ---- | ---- | ---- | ---- |
| 832  | 811  | 809  | 689  | 686  | 707  | 685  | 652  | 627  |

| 1962 | 1968 | 1975 | 1982 | 1990 | 1999 | 2008 | 2013 | 2018 |
| ---- | ---- | ---- | ---- | ---- | ---- | ---- | ---- | ---- |
| 638  | 553  | 511  | 461  | 443  | 367  | 367  | 380  | 338  |

| 2019 | - | - | - | - | - | - | - | - |
| ---- | - | - | - | - | - | - | - | - |
| 338  | - | - | - | - | - | - | - | - |

## Culture locale et patrimoine

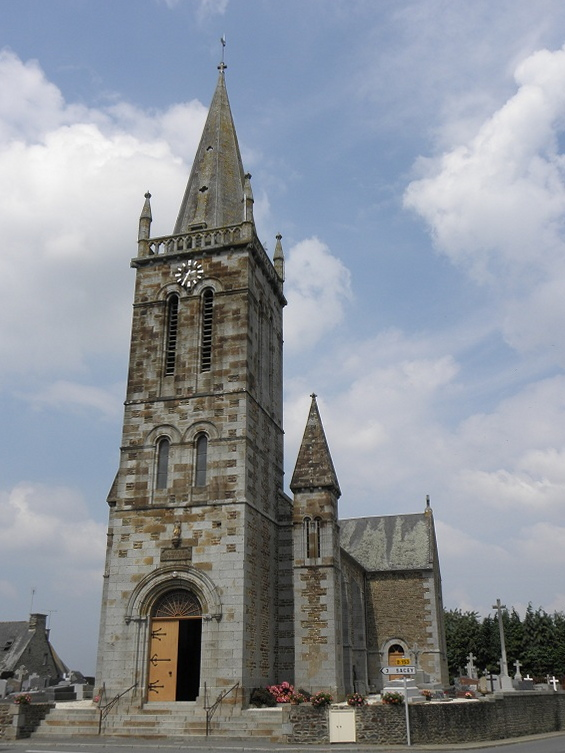
L'église Notre-Dame.

### Lieux et monuments
- Église Notre-Dame (1847), de style néo-roman inaugurée en 1847. Elle abrite un ciboire (XVIIIe) classé au titre objet aux monuments historiques[24], un maître-autel, des fonts baptismaux et lutrin (XIXe), un autel secondaire et son retable (XVIIe), une verrière (XXe) du peintre-verrier Muraire, tableau de la Pentecôte (XVIIIe)[25].
- Château de la Touche-Villeberge et sa chapelle des XVIe, XVIIe – XIXe siècles.
- Manoir de la Pigacière des XVIe – XVIIe siècle.
- Moulin de la Roche-Garret sur le Tronçon.
- Bois de Blanche Lande.
- Site de la forteresse de Montaigu, à l'orée de la forêt de Blanchelande. Vestiges d'une motte féodale tronconique fossoyée, fondée vers 1130[26]. Le château est détruit en 1361 par les mercenaires d'Édouard III d'Angleterre[25]. Des ruines se voyaient encore au XIXe siècle. Les douves sont quant à elles encore visibles[27],[28].
- Ancienne forge de maréchal-ferrant du XIXe siècle.

### Personnalités liées à la commune
- François Guiton (1610 - Montanel, 1667). Il tua en duel le seigneur de Sacey, Yves Budes en 1630, s'exila en Suède, et revenu en France, se bat en 1665 contre le fils d'Yves, blessé, et qui mourra lui aussi[25].